# Żebbuġ (Gozo)
Żebbuġ [zɛbˈbʊːt͡ʃ] (oder Iż-Żebbuġ) ist eine Gemeinde auf der Insel Gozo, die zur Republik Malta gehört. Sie hat 2657 Einwohner (Stand 31. Dezember 2020) und liegt im Nordwesten der Insel, nahe den Städten Għarb und Marsalforn auf einem Hügel über der Küste.
Das Wort Żebbuġ bedeutet im Deutschen Olive. Für den Anbau dieser Früchte war das Dorf bekannt, wobei es heute allerdings nur noch wenige Olivenbäume in der Gegend gibt. Ebenso kennt man Iż-Żebbuġ wegen der dort verfertigten Spitzenklöppeleien (typisch für Gozo) und den wunderschönen Plätzen entlang seiner Küste.
Menschen lebten um Iż-Żebbuġ schon seit vielen tausend Jahren; in der Nähe – auf dem Kuljat-Hügel – findet man Überreste aus der Bronzezeit und nördlich davon, in der Qbajjar-Bucht, gibt es noch ältere Fundstücke.

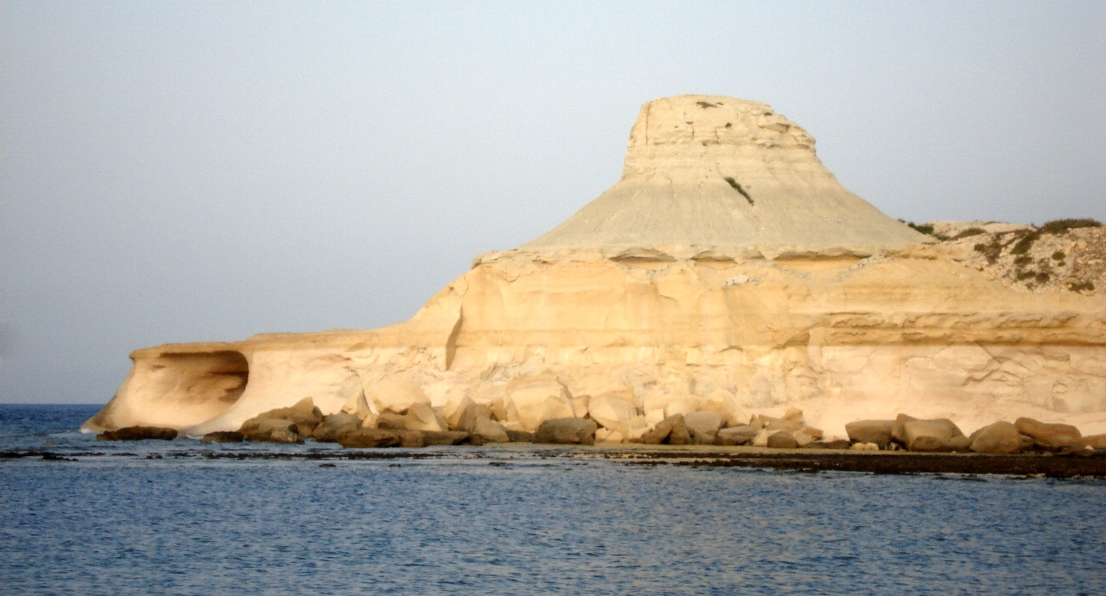
Xwejni Bay mit dem auffälligen Gipsberg

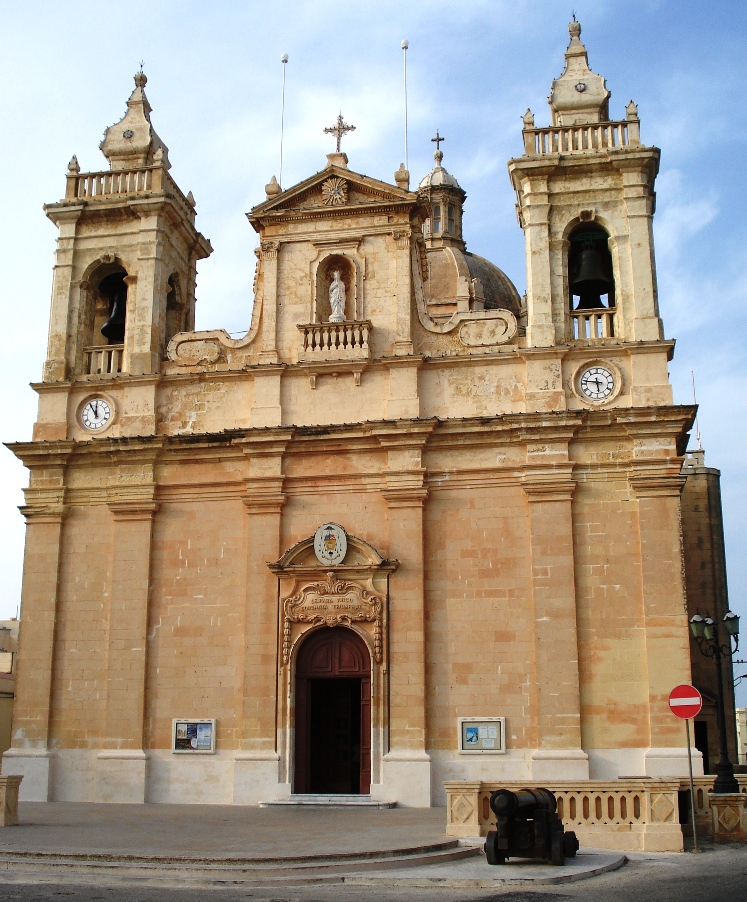
Kirche Mariä Himmelfahrt in Żebbuġ, erbaut 1690–1726
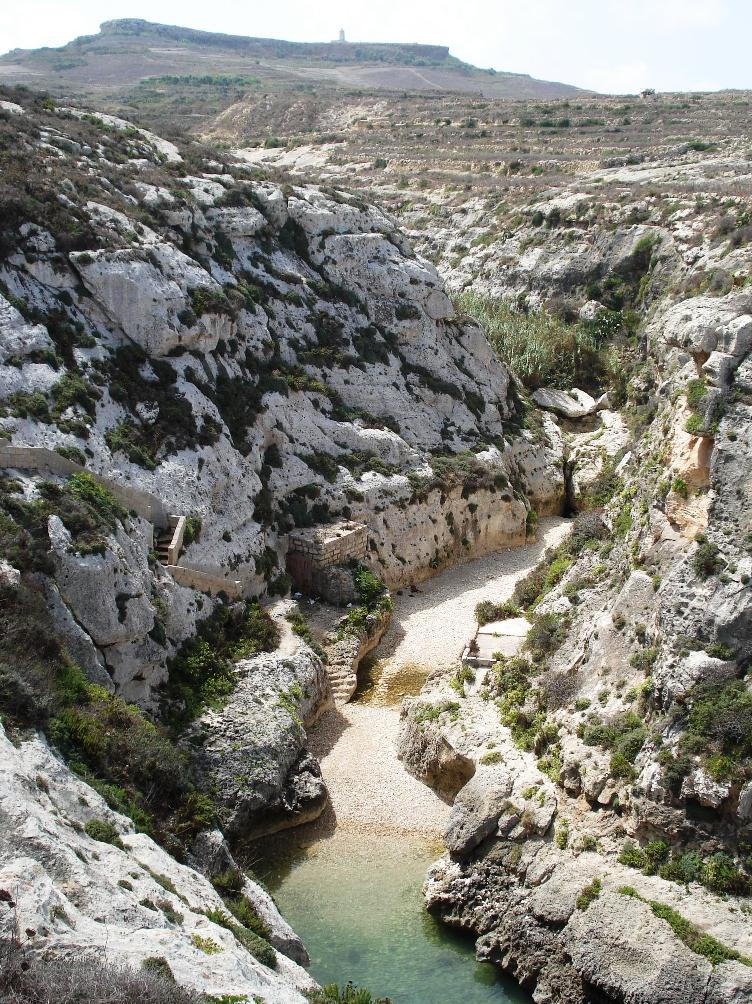
Die Bucht „Wied il-Ghasri“ bei Żebbuġ